# John Elsas

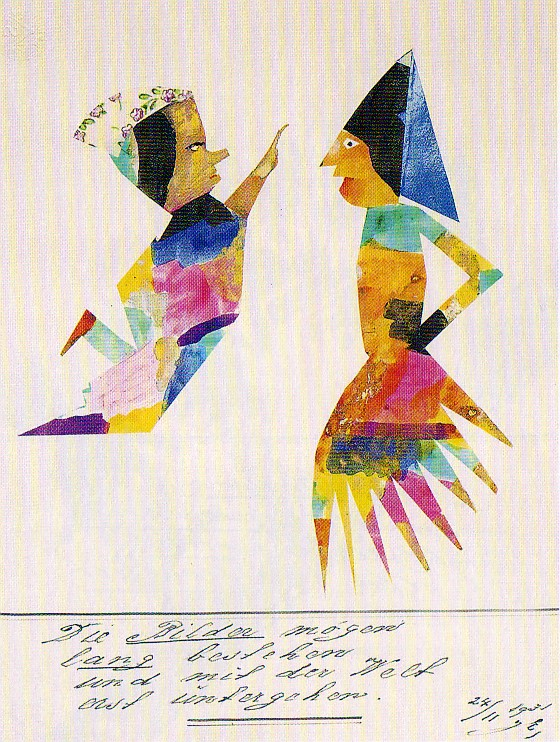
„Die Bilder mögen / lang bestehen / und mit der Welt / erst untergehen.“

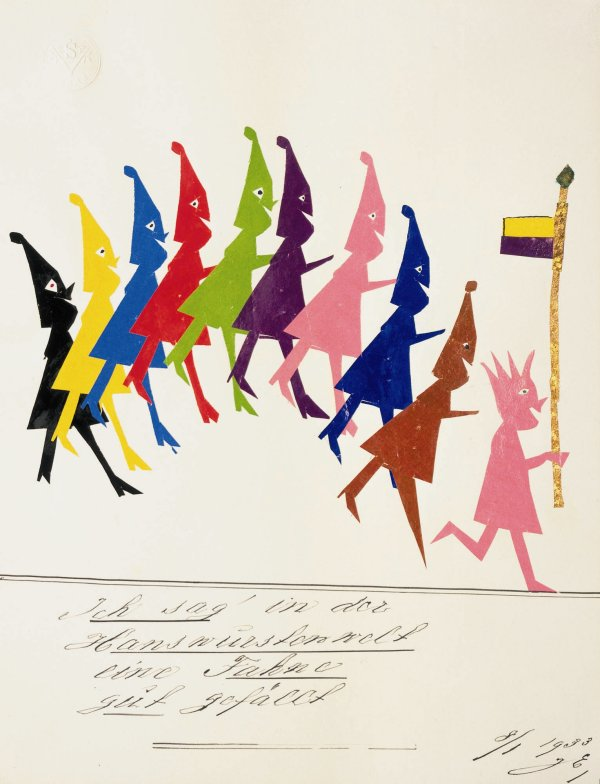
„Ich sag’ in der / Hanswurstenwelt / eine Fahne / gut gefällt.“

John Elsas, auch John Elsaß, eigentlich Jonas Mayer (* 6. Juli 1851 in Frankfurt am Main; † 5. Juni 1935 ebenda) war ein deutscher Maler. Er verbrachte sein Berufsleben als Kaufmann und Börsenmakler und begann erst 1927, im Alter von 76 Jahren, mit seiner intensiven Arbeit als bildender Künstler. Elsas’ umfangreiches Œuvre wurde um 1930 von der Kritik anerkennend besprochen; danach geriet es für rund 70 Jahre in Vergessenheit.

## Leben
Nur wenige Dokumente belegen den Lebenslauf von John Elsas. Er kam am 6. Juli 1851 als zweitjüngstes von vier Kindern seiner Eltern Baruch und Johanette (Jenny) Elsas, geborene Hanau, im Haus Lit. No. 15 auf dem Wollgraben 11 in der Frankfurter Altstadt zur Welt. Von 1857 bis 1867 besuchte er das Philanthropin, die Bürger- und Realschule der israelitischen Gemeinde. Zu dieser Zeit wurde die Schule von Sigismund Stern geleitet.
Nach der Schule absolvierte er eine kaufmännische Ausbildung im Betrieb seines Vaters. Am 29. Juni 1881 heiratete er Pauline Manes (1857–1911), mit der er drei Kinder hatte: Karl (1882–1922), Fanny (1884–1966) und Irma (1887–1944). Karl starb an den Spätfolgen der Verwundungen aus dem Ersten Weltkrieg. Fanny heiratete in die Schweiz. In zweiter Ehe war sie seit 1916 mit Friedrich Raff verheiratet. Mit seiner jüngeren Tochter Irma lebte Elsas bis zu seinem Tod in einem gemeinsamen Haushalt.
Talent und Neigung zu künstlerischer Tätigkeit hatte der Autodidakt John Elsas entdeckt, als er im Alter von fast 70 Jahren begann, für seine beiden Enkel illustrierte Briefe, Geschichten und Verse mit allgemeinen Weisheiten und pädagogischen Ratschlägen anzufertigen. Als eine schwere Krankheit ihn ans Haus fesselte, entwickelte er seinen besonderen Stil: die Kombination unterschiedlicher Techniken – Aquarell, Tuschzeichnung, Collage – auf einem Blatt, dazu meist zwei- oder vierzeilige Texte am unteren Bildrand, die er selbst als Knittelverse bezeichnete. Gegen Ende der 1920er Jahre erregten seine Arbeiten in den Galerien verschiedener deutscher Städte sowie in Paris und Zürich wohlwollendes Interesse, was seine ohnehin ungewöhnliche Produktivität noch steigerte. Seine letzten, 1935 von Irma Elsas verpackten Blätter trugen die Nummern 25.000–25.025.
John Elsas, der mehr als 40 Jahre als Börsenmakler gearbeitet hatte, starb am 5. Juni 1935. Eines seiner Aquarelle versah er 1930 mit dem Text: „Mein ganzes Leben war ein Fehler / da wurd ich Maler und Erzähler“. Auf dem Alten jüdischen Friedhof Rat-Beil-Straße in Frankfurt am Main wurde er bestattet.
Tochter Irma ordnete und verpackte den umfangreichen künstlerischen Nachlass. Von den Nationalsozialisten wurde ihr Vermögen enteignet, der Grundbesitz arisiert. Sie lebte in Frankfurt zuletzt in einem so genannten Judenhaus, bevor sie am 18. August 1942 zusammen mit etwa 1000 anderen Frankfurter Bürgern in einem Massentransport von der Großmarkthalle in das Durchgangs- und Konzentrationslager Theresienstadt deportiert wurde; dort starb sie am 1. Mai 1944.

## Nachrufe
Der Jüdische Kulturbund rief ihm nach: „Liebe, Weisheit und Schönheit bergen so seine Blätter. Diese Trias sichert ihnen ihre Dauerwirkung in alle Zukunft und ihren Platz in der Kunstgeschichte.“ Zu Elsas und anderen Künstlern veranstaltete er 1937 eine Gedächtnis-Ausstellung.
Das Frankfurter Israelitische Fremdenblatt schrieb in seinem Nachruf: „War John Elsas, der über ein Menschenalter hinaus im bürgerlichen Beruf als Bankier gearbeitet hat, mehr Maler, mehr Dichter, mehr Philosoph oder mehr Pädagoge? […] Seine Blätter erschließen eine Welt, die weiter wirkt und uns hilft, die Distanz zum Alltag zu gewinnen.“

## Rezeption

### Resonanz zu Lebzeiten
- Der Kunstwissenschaftler Max Osborn schrieb in der Vossischen Zeitung vom 16. Januar 1930: „Im Sturm“, einer damals prominenten Berliner Galerie, „bei Herwarth Walden, sieht man etwas ungemein Amüsantes: Klebebildchen von einem lebensfröhlichen alten Herrn in Süddeutschland, John Elsas genannt. [...] In dieser Art, Buntpapiere, schimmernde Reste von irgendeiner Kartonhülle und dergleichen aneinanderzufügen, auch Aquarelltöne dazwischenzupinseln, steckt eine so reiche Phantasie, dass man Blatt um Blatt mit Lust betrachtet …“.
- Herrmann Nasse, Dozent für Kunstgeschichte, in der München-Augsburger Abendzeitung vom 13./14. Dezember 1930: „Aus allem möglichen, zufälligen Material … gestaltet dieser lächelnde Weise seine aus einer oder auch mehreren Figuren zusammengesetzten, grotesk drolligen, immer koloristisch geschmackvollen, ja gewinnend anziehenden Schöpfungen. […] Ein mit Skepsis und Sarkasmus, mit Kindlichkeit und wohl auch tragischer Resignation gemischter Humor durchsetzt diese schon von einer höheren Warte aus gesehenen, phantastischen Traumgestalten.“
- Julius Meier-Graefe, auch er Kunstwissenschaftler, berichtete am 7. Januar 1933 in der Frankfurter Zeitung über Neuerwerbungen des Städel-Museums: „Zu den Geschenken gehört eine Kollektion des Frankfurter Sonderlings John Elsas; schnurrige und oft sehr geschmackvolle Phantasien eines ausgewachsenen Kindes. Das Kind, früher Bankier, zählt 83 Jahre …“.

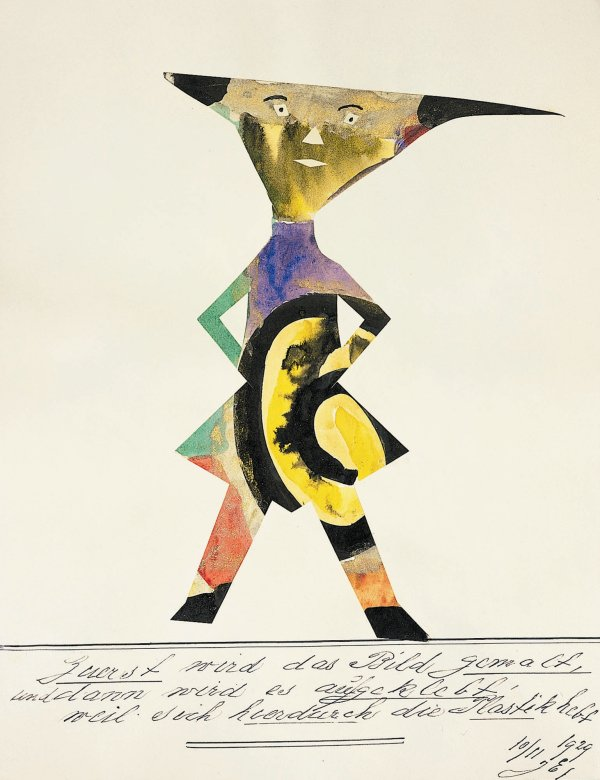
„Zuerst wird das Bild gemalt, / und dann wird es aufgeklebt, / weil sich hierdurch die Plastik hebt“
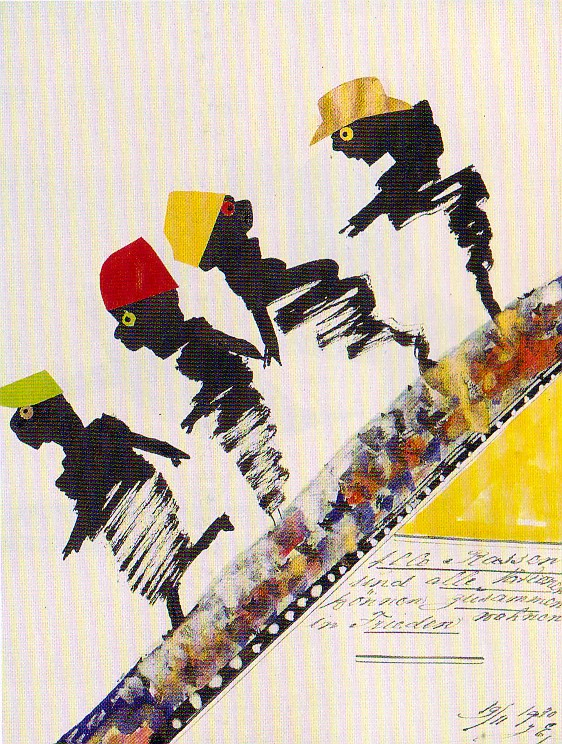
„Alle Rassen / und alle Nationen / können zusammen / in Frieden wohnen“
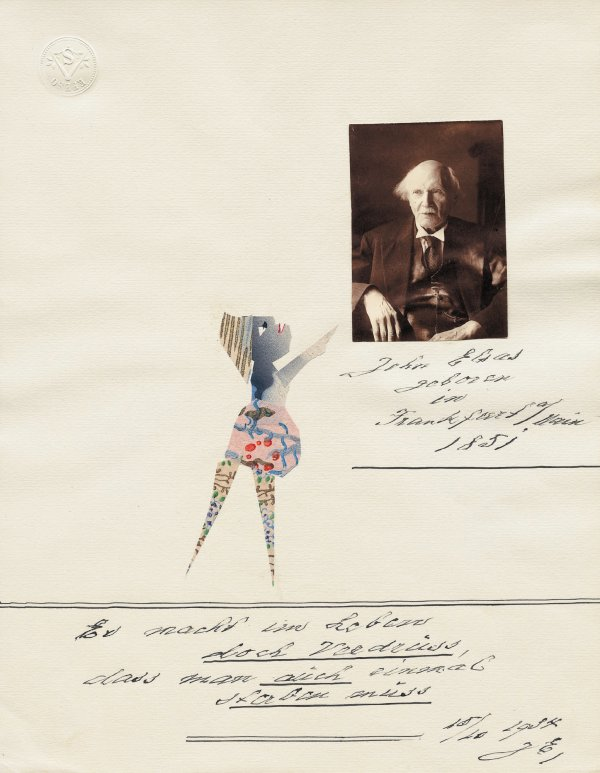
„Es macht im Leben / doch Verdruss / dass man auch einmal / sterben muss“
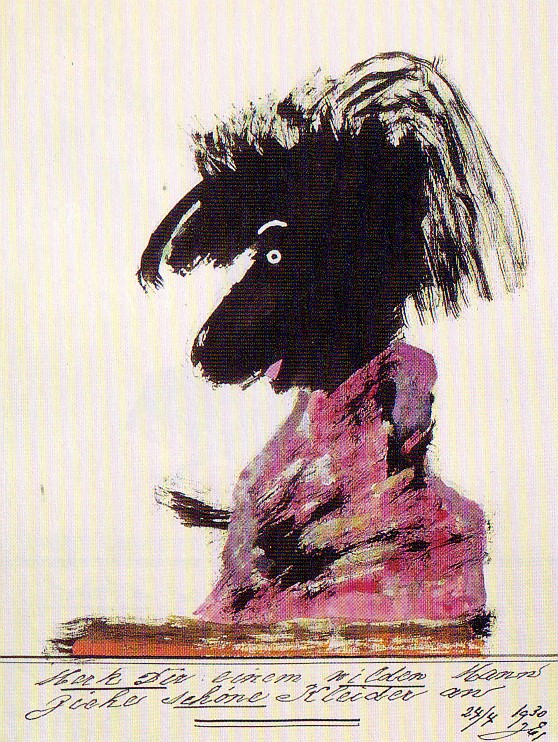
„Merk Dir: einem wilden Mann / ziehe schöne Kleider an“

### Späte Wiederentdeckung
Zwei Holzkisten mit den Arbeiten John Elsas’, beschriftet mit der Schweizer Adresse seiner Tochter Fanny, überdauerten das „Dritte Reich“ an unbekannter Stelle in Frankfurt und gelangten erst 1954 in die Schweiz, blieben jedoch auch dort ungeöffnet. Elsas’ Enkel Herbert Raff (1917–2000) überließ 1999, kurz vor seinem Tod, den immer noch nicht gesichteten, umfangreichen Nachlass mit den Arbeiten seines Großvaters dem Museum im Lagerhaus – Stiftung für schweizerische naive Kunst und art brut St. Gallen als Schenkung. Noch im selben Jahr fand hier die erste Ausstellung seit rund 70 Jahren statt.
Ebenfalls noch 1999 richtete das Schweizer Museum einen Brief an das Struwwelpeter-Museum in Frankfurt am Main, verwies auf die geistige Verwandtschaft zwischen Elsas’ Arbeiten und den Kinderbüchern des Frankfurter Nervenarztes Heinrich Hoffmann und fragte an, ob Interesse an einer gemeinsamen Ausstellung bestünde. Am 23. März 2001 wurde dann in den Räumen der Schirn Kunsthalle Frankfurt die Ausstellung Heinrich Hoffmann trifft John Elsas eröffnet.